# (196411) Umurhan
(196411) Umurhan est un astéroïde de la ceinture principale.

## Description
(196411) Umurhan est un astéroïde de la ceinture principale. Il fut découvert le 1er avril 2003 à Kitt Peak par Marc William Buie. Il présente une orbite caractérisée par un demi-grand axe de 2,29 UA, une excentricité de 0,10 et une inclinaison de 2,1° par rapport à l'écliptique.